# Nishiya Futoshi
Nishiya Futoshi (Nhật: 西屋 太志 1981 hoặc 1982 – 18 tháng 7 năm 2019) là một nhà làm phim hoạt hình, đạo diễn và nhà thiết kế nhân vật người Nhật Bản.

## Sự nghiệp
Sau khi tốt nghiệp một trường dạy nghề ở Osaka, anh bắt đầu làm việc tại hãng phim Kyōto Animation. Tác phẩm ra mắt vai trò họa sĩ diễn hoạt chính của anh là anime truyền hình InuYasha vào năm 2003 (theo hợp đồng của Sunrise Inc). Năm 2006 đánh dấu lần đầu tiên anh ngồi vào ghế đạo diễn diễn hoạt khi phụ trách tập thứ mười của Suzumiya Haruhi, và sau đó trở thành trưởng chỉ đạo hoạt họa trong bản phim tái phát sóng năm 2009.
Năm 2011, Nishiya chịu trách nhiệm chính khâu thiết kế nhân vật của anime Nichijou. Năm 2012, anh tham gia vào quá trình tạo hình các nhân vật của Hyouka, một anime dựa theo tiểu thuyết bí ẩn cùng tên của Yonezawa Honobu vốn không có hình mẫu nhân vật gốc. Những năm sau đó, anh tiếp tục làm việc trong cho các dự án anime Free! và Dáng hình thanh âm. Tác phẩm cuối cùng mà Nishiya ghi dấu trong vai trò thiết kế nhân vật là Liz to Aoi Tori vào năm 2018.
Ngày 18 tháng 7 năm 2019, Nishiya qua đời trong vụ phóng hỏa Kyōto Animation, hưởng dương 37 tuổi.

## Danh sách phim
- Inuyasha: Họa sĩ diễn hoạt chính
- Full Metal Panic!: Họa sĩ diễn hoạt chính
- Air: Họa sĩ diễn hoạt chính[3]
- FMP! The Second Raid: Họa sĩ diễn hoạt chính
- Suzumiya Haruhi (phiên bản 2006): Đạo diễn diễn hoạt, họa sĩ diễn hoạt chính
- Kanon: Đạo diễn diễn hoạt, họa sĩ diễn hoạt chính
- Lucky Star: Đạo diễn diễn hoạt, họa sĩ diễn hoạt chính
- Clannad: Đạo diễn diễn hoạt, họa sĩ diễn hoạt chính
- Clannad: After Story: Đạo diễn diễn hoạt, họa sĩ diễn hoạt chính
- K-On!: Đạo diễn diễn hoạt, họa sĩ diễn hoạt chính
- Suzumiya Haruhi (phiên bản 2006): Trưởng chỉ đạo hoạt họa, đạo diễn diễn hoạt, họa sĩ diễn hoạt chính
- K-On!!: Đạo diễn diễn hoạt, họa sĩ diễn hoạt chính
- Nichijou: Thiết kế nhân vật, trưởng chỉ đạo hoạt họa,[4] đạo diễn diễn hoạt
- Hyouka: Thiết kế và tạo hình nhân vật, trưởng chỉ đạo hoạt họa,[5] đạo diễn diễn hoạt
- Chūnibyō demo Koi ga Shitai!: Đạo diễn diễn hoạt
- Tamako Market: Đạo diễn diễn hoạt, họa sĩ diễn hoạt chính
- Free!: Thiết kế nhân vật, trưởng chỉ đạo hoạt họa,[6] đạo diễn diễn hoạt, họa sĩ diễn hoạt chính
- Kyōkai no Kanata: Trợ lý đạo diễn diễn hoạt
- Chūnibyō Demo Koi ga Shitai! Ren: Đạo diễn diễn hoạt, họa sĩ diễn hoạt chính
- Free!: Eternal Summer: Thiết kế nhân vật, trưởng chỉ đạo hoạt họa, đạo diễn diễn hoạt
- Amagi Brilliant Park: Đạo diễn diễn hoạt, trợ lý đạo diễn diễn hoạt
- Hibike! Euphonium: Đạo diễn diễn hoạt
- Hibike! Euphonium 2: Đạo diễn diễn hoạt
- Dáng hình thanh âm: Thiết kế nhân vật
- Kobayashi-san Chi no Maidragon: Đạo diễn diễn hoạt
- Free!: Dive to the Future: Thiết kế nhân vật, trưởng chỉ đạo hoạt họa
- Liz to Aoi Tori: Thiết kế nhân vật, trưởng chỉ đạo hoạt họa, đạo diễn diễn hoạt